# 吉次邦夫
吉次 邦夫（よしつぐ くにお、1932年〈昭和7年〉5月2日 - ）は、日本の政治家。元長崎県諫早市長（4期）。旭日小綬章受章。

## 来歴
長崎県出身。九州大学法学部卒業。卒業後は長崎県庁に入る。東京事務所長、生活福祉部長、総務部長、県教育長、県土地開発公社理事長などを歴任する。
1996年諫早市長選挙に立候補し、現職を破って初当選する。2000年と2004年の選挙はともに無投票で当選。2005年諫早市は北高来郡飯盛町、森山町、高来町、小長井町および西彼杵郡多良見町と合併し、新たな諫早市が発足。合併後の市長選挙に立候補し、当選した。合併後の諫早市長を2009年まで1期務めた。同年秋の叙勲で旭日小綬章を受章。